# جوزيف فندريس
جوزيف فندريس (13 يناير 1875 - 30 يناير 1960) (بالفرنسية: Joseph Vendryes)‏ لغوي فرنسي، بعد دراسته مع أنتوان مييه، كان رئيسًا للأدب واللغات الكلتية في المدرسة التطبيقية للدراسات العليا (باريس). أسس مجلة (Études Celtiques). كان عضوًا في أكاديمية النقوش والآداب ومستشارًا مع جمعية اللغة الدولية المساعدة، التي قامت بإعداد لغة إنترلنغوا.